# Аматьорът (филм, 2025)
„Аматьорът“ (на английски: The Amateur) е американски шпионски трилър от 2025 г. на режисьора Джеймс Хауес по сценарий на Гари Спинели, базиран е на едноименния роман, написан от Робърт Лител през 1981 г. Продуциран от Дан Уилсън и Хъч Паркър за „Туентиът Сенчъри Студиос“, във филма участват Рами Малек, Рейчъл Броснахан, Катрина Балф, Ейдриан Мартинез, Холт Маккалани, Джулиан Никълсън и Лорънс Фишбърн.
Филмът излиза по кината в Съединените щати на 11 април 2025 г.